# Parco di Villa Vittoria
Il parco di Villa Vittoria è un parco gestito dal Corpo forestale dello Stato a Mongiana in Calabria fino al 2016 quando il corpo è confluito nell'Arma dei Carabinieri.

## Sentieri

Sentiero dei frutti perduti

- Sentiero dei frutti perduti
- Sentiero biblico
- Sentiero botanico
- Sentiero delle piante aromatiche
- Sentiero delle piante velenose
- Sentiero delle ortensie
- Sentiero geologico
- Sentiero natura accessibile

## Galleria d'immagini

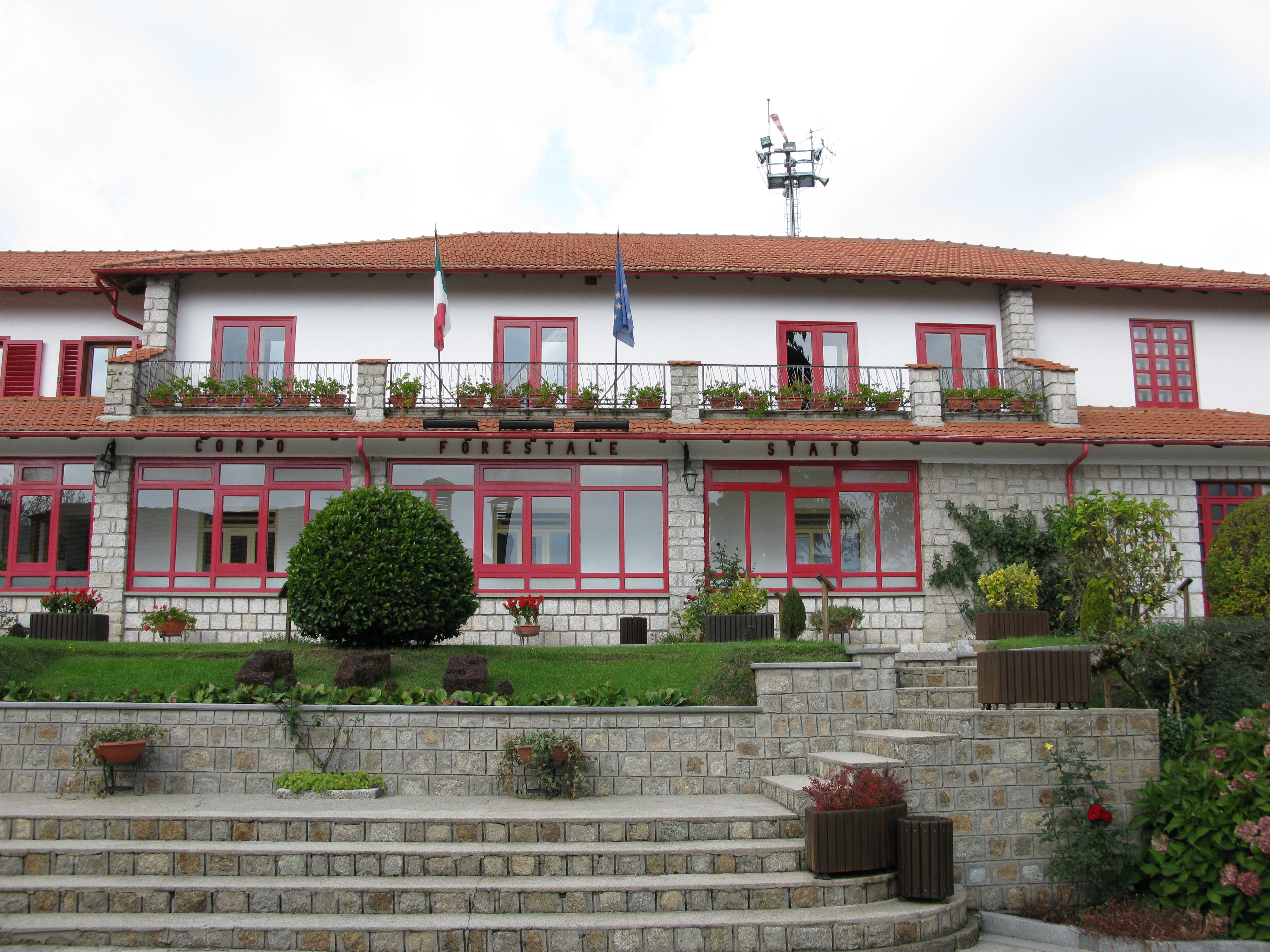
Villa Vittoria
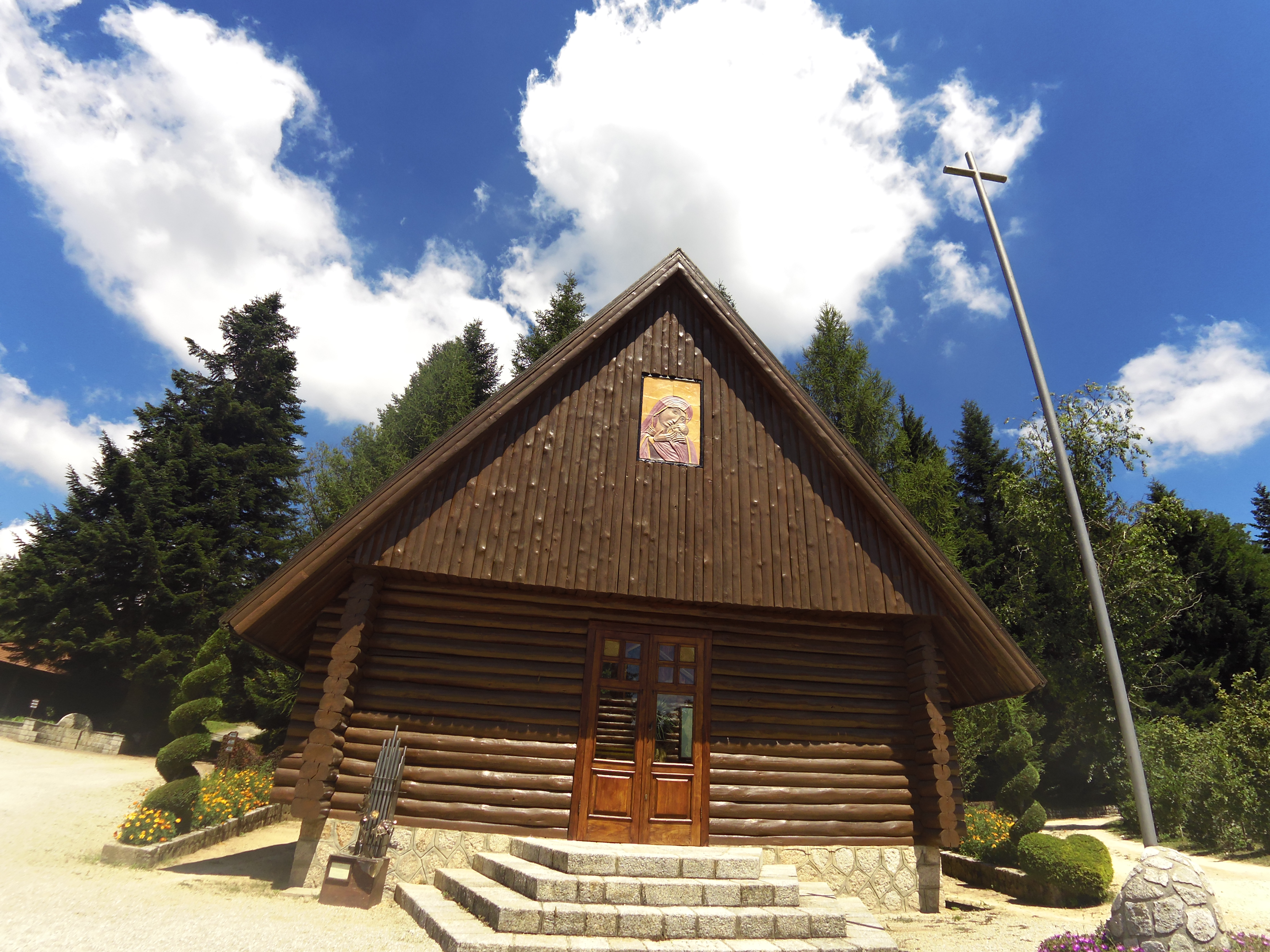
Chiesa di Villa Vittoria
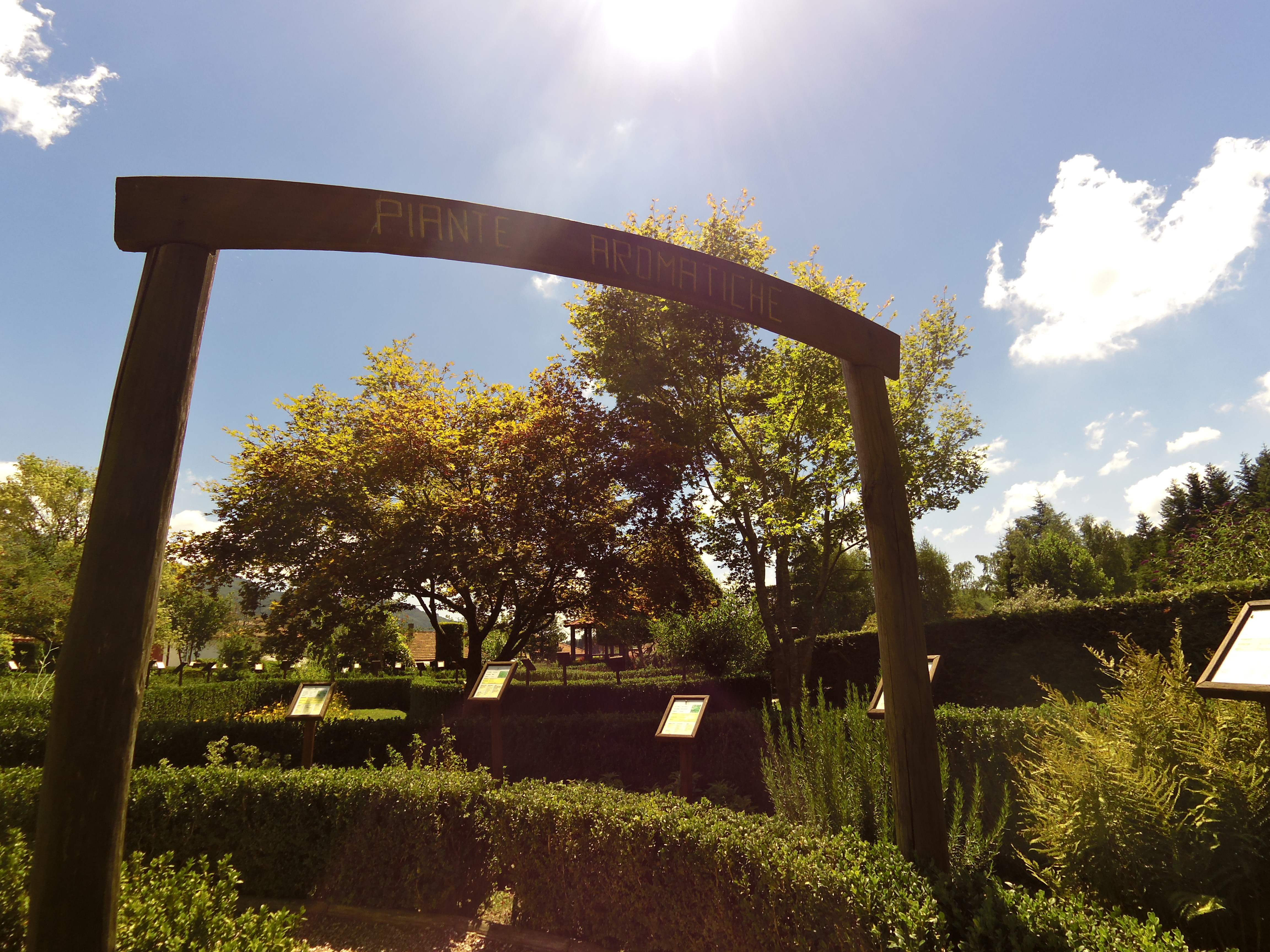
Sentiero delle piante aromatiche
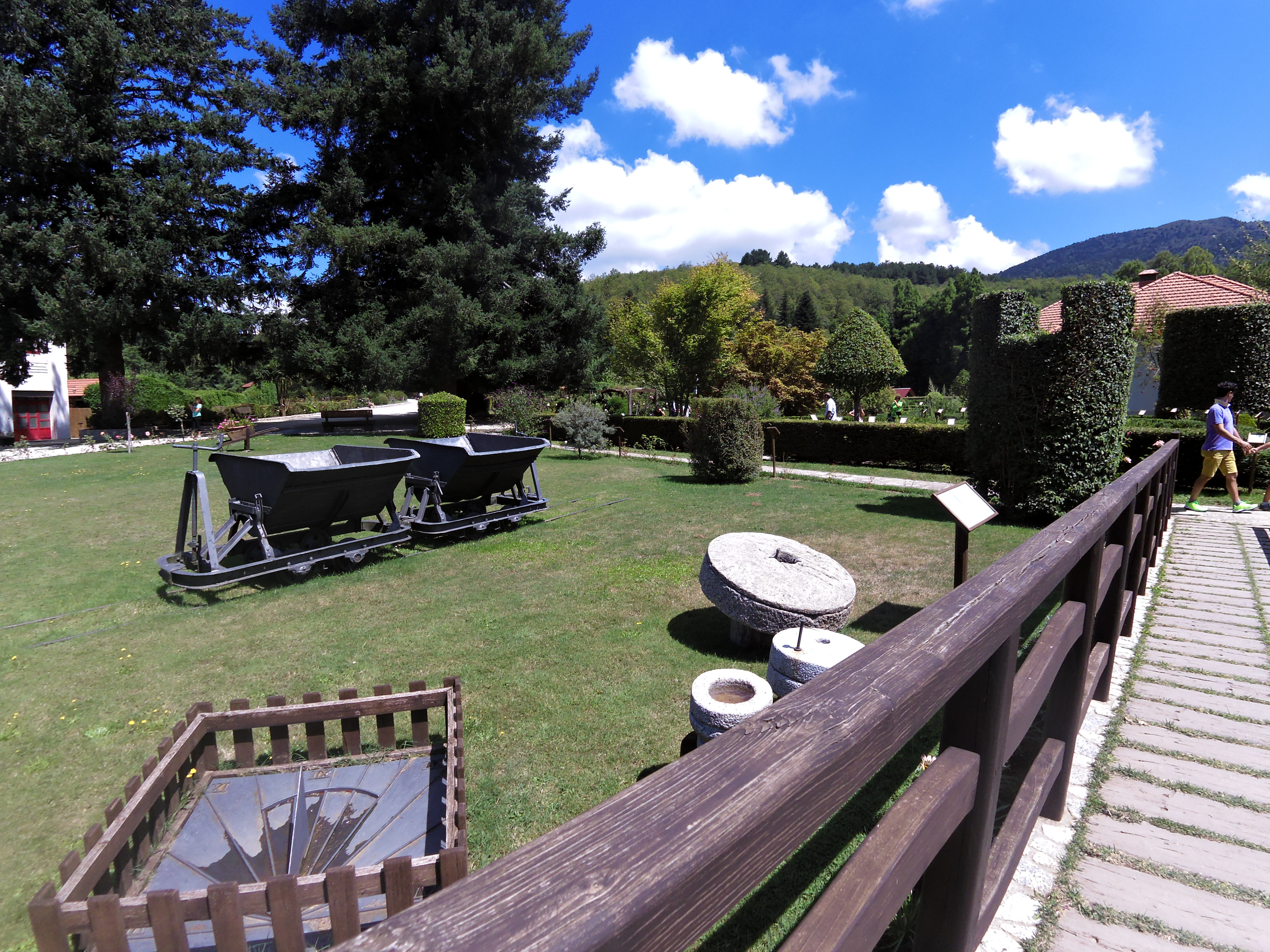
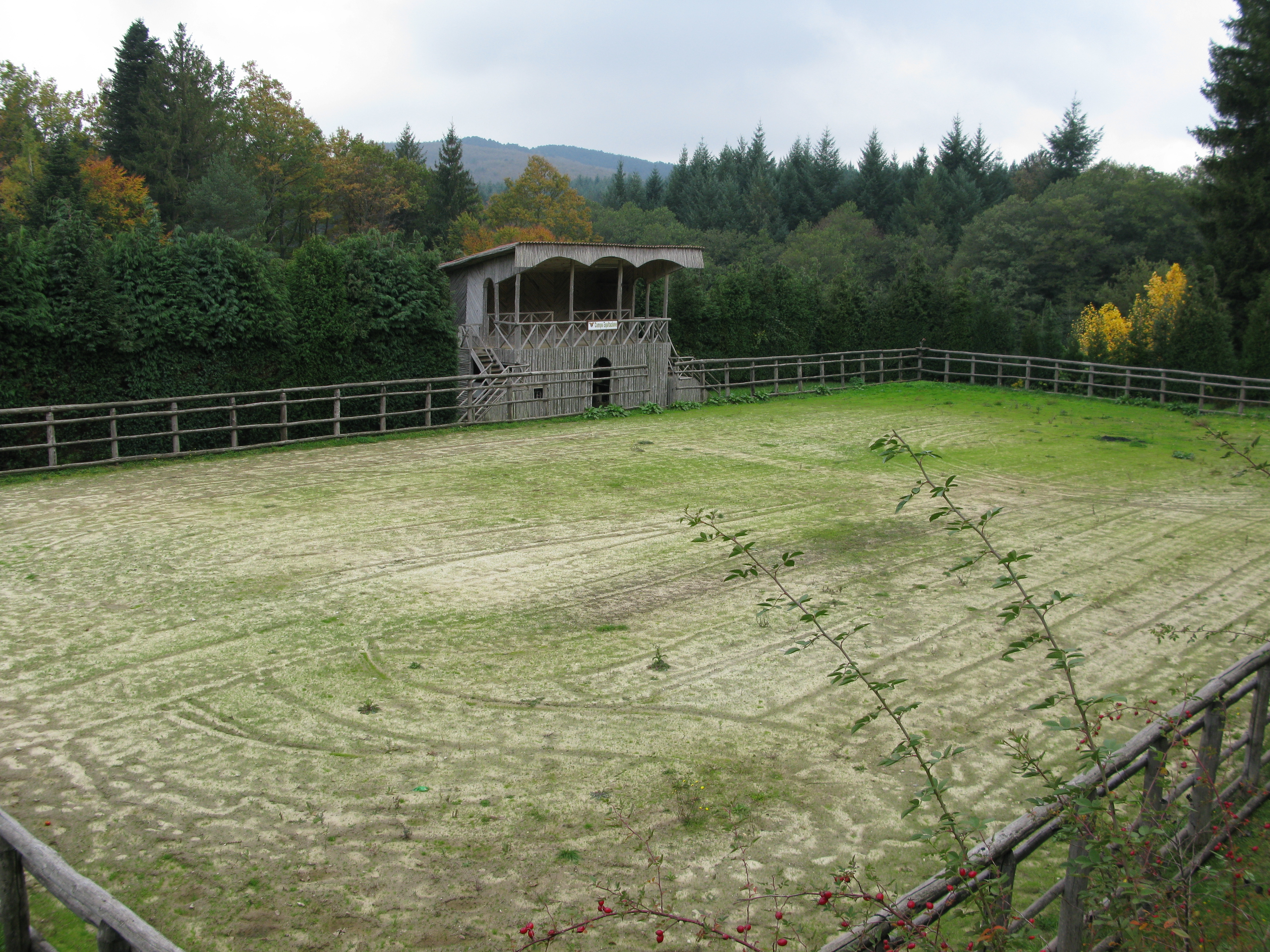
Campo di equitazione
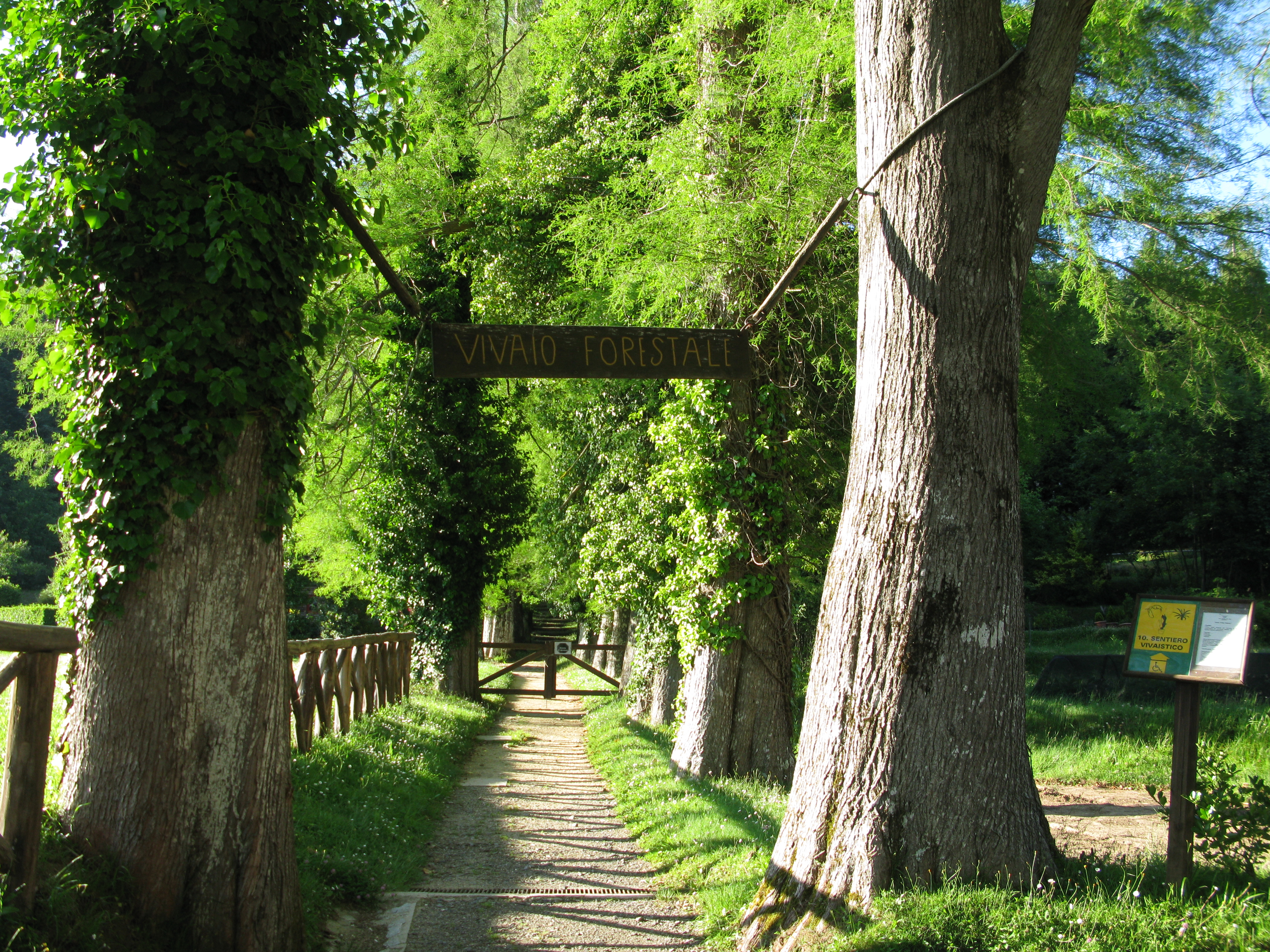
Vivaio forestale
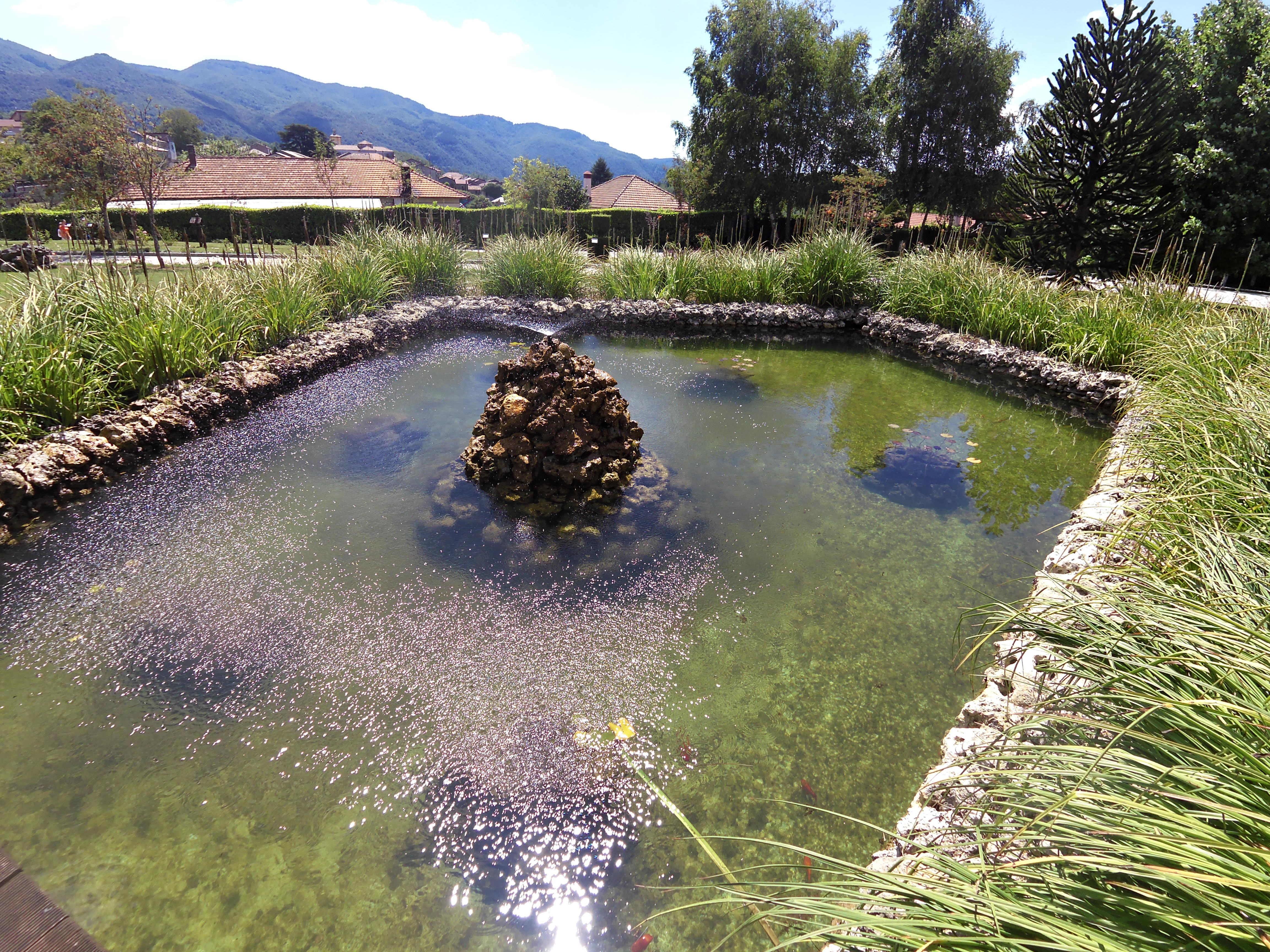
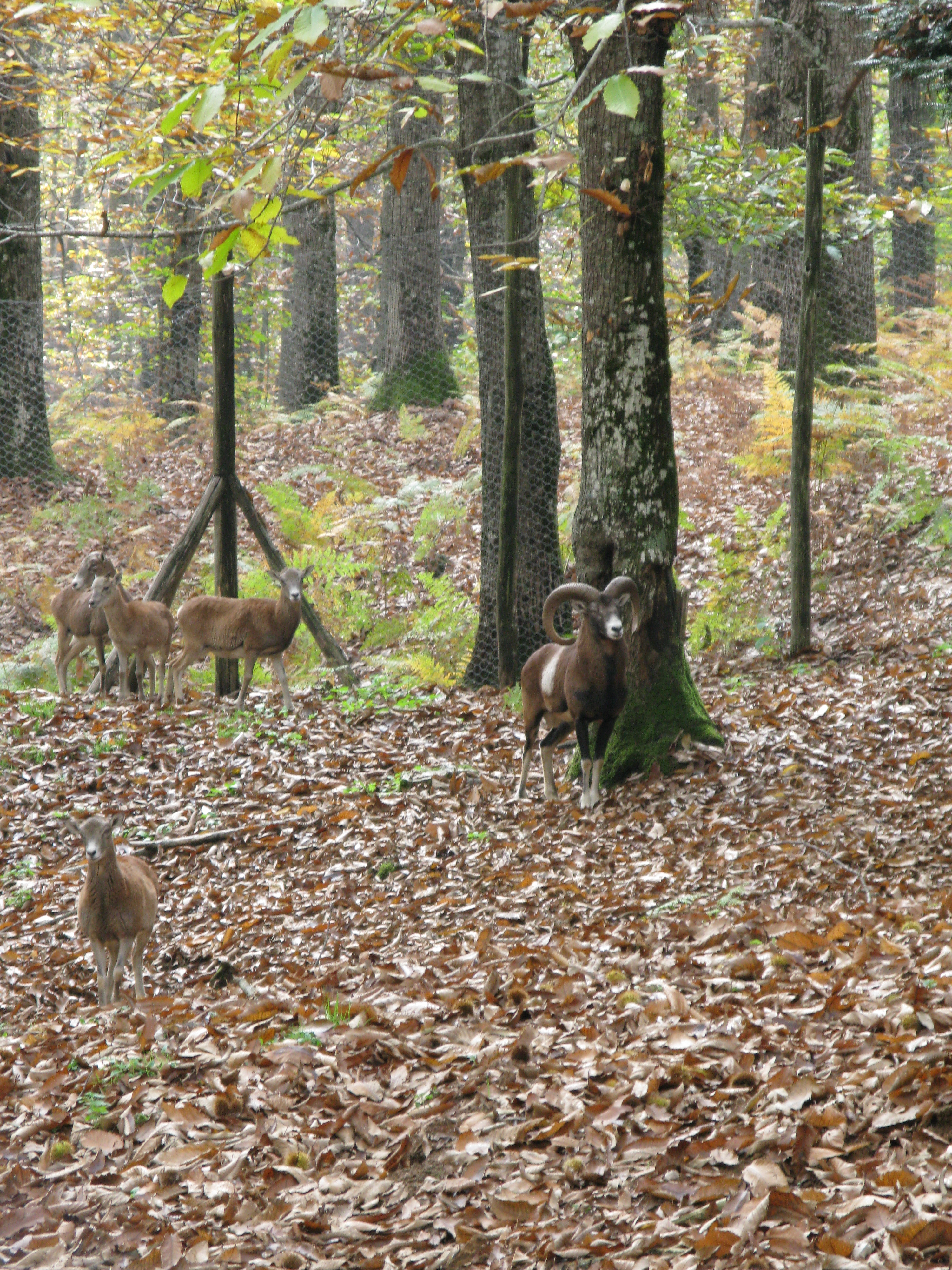
Sentiero faunistico